# Грациани, Родольфо
Родо́льфо Грациа́ни (итал. Rodolfo Graziani; 11 августа 1882 — 11 января 1955, Рим, Италия) — итальянский военный и государственный деятель, маршал Италии (1936 год); занимал ряд государственных должностей в колониальных владениях Италии, участник Североафриканской кампании, в 1943—1945 годах — военный министр Итальянской социальной республики.

## Биография
Родился в Филеттино, поблизости от города Фросионе. Образование получил в Военной академии Модены. В годы Первой мировой войны служил в Эритрее и Ливии, став самым молодым полковником Итальянской королевской армии.
В 1919 году служил в Македонии, затем в 1920–1930 годах командовал итальянскими частями в Триполитании. В 1924 году ввёл в политический оборот термин «Реконкиста Триполитании» (La Riconquista della Tripolitania). Несёт ответственность за жестокие методы борьбы с бедуинскими повстанцами. Он создал несколько концентрационных и трудовых лагерей, в которых погибли десятки тысяч ливийских узников — расстрелянных или умерших от голода и болезней.
В 1930–1934 годах де-юре состоял  вице-губернатором Киренаики, Фактически же именно он являлся правителем этой провинции. Как позже он писал в своих мемуарах, за 20 месяцев, что он был вице-губернатором, арабы провели порядка 250 операций против итальянцев, что свидетельствовало о непрекращавшемся сопротивлении. В период 1930–1931 годов поголовье овец и коз в Киренаике сократилось с 270 000 до 67 000 голов. Население продолжало страдать от голода и сократилось с 255 000 чел. в 1928 году до 142 000 в 1931 году. Грациани нанёс ряд сокрушительных поражений Омару аль-Мухтару. 11 сентября 1931 года Омар аль-Мухтар был ранен и взят в плен. 12 сентября был организован военно-полевой суд, приговоривший вождя ливийского сопротивления к повешению.
В 1935 году Грациани был назначен губернатором Итальянского Сомали. В Абиссинской кампании (1935—1936) командовал Южной армией, после победоносного завершения войны стал маршалом и маркизом Негелли, в 1936—1937 годах занимал пост вице-короля Эфиопии, руководил окончательным подавлением сопротивления эфиопской армии, использовал при этом химическое оружие и жесточайший террор. 19 февраля 1937 года на него было совершено покушение: два эритрейских националиста попытались закидать его гранатами. Последовали репрессии, за которые Грациани был прозван мясником Эфиопии.
В 1939–1940 годах, после вступления Италии во Вторую мировую войну — начальник штаба Сухопутных войск. После смерти Итало Бальбо, погибшего 28 июня 1940 года в сбитом по ошибке итальянскими зенитчиками самолёте — главнокомандующий итальянскими войсками в Северной Африке.
Получив от Б. Муссолини приказ атаковать Египет, выразил сомнения относительно боевого потенциала своей слабо механизированной армии. После поражения у Мерса-Матрух и отступления к Эль-Агейлу в феврале 1941 года отстранен от командования, уволен в отставку и предан суду. Некоторое время находился не у дел.
Оказался единственным итальянским маршалом, сохранившим верность Муссолини после переворота 25 июля 1943 года, организованного Дино Гранди. В 1943–1945 годах был военным министром правительства Итальянской социальной республики, в 1944–1945 одновременно командовал армией «Лигурия».
В конце апреля 1945 года сдался западным союзникам в лице сотрудника американского Управления стратегических служб, капитана Э. К. Даддарио. В конце войны провёл несколько дней в тюрьме Сан-Витторе (Милан). Затем был выслан в Африку, под британо-американский надзор, под которым состоял до 16 февраля 1946 года. По миновании опасности его убийства был переведён в итальянскую тюрьму в Проциде.
11 октября 1948 года в Риме начался процесс (суд присяжных) по его обвинениям, однако суд зашёл в тупик в феврале следующего года, объявив себя некомпетентным принимать решения по преимущественно военным действиям. Процесс продолжил военный трибунал в составе пяти генералов и адмирала, который 3 мая 1950 года приговорил Грациани к 19 годам тюрьмы за сотрудничество с нацистами, однако через четыре месяца он был амнистирован.
С 1952 года — почётный председатель итальянского неофашистского движения.